# Karina Rodríguez
Karina Rodriguez (Puebla, 28 de agosto de 1985) es una artista marcial mixta mexicana que actualmente compite en la división de peso mosca. También es la excampeona de peso mosca de Invicta FC.

## Carrera de artes marciales mixtas

### Invicta Fighting Championships
Rodríguez hizo su debut en Invicta FC el 28 de marzo de 2018, contra Barbara Acioly el 15 de julio de 2017 en Invicta FC 24: Dudieva vs. Borella. Ganó la pelea por nocaut técnico en el primer asalto.
Su siguiente pelea fue el 8 de diciembre de 2017, enfrentando a Christine Ferea en Invicta FC 26: Maia vs. Niedzwiedz. Ganó la pelea por decisión unánime.
El 28 de marzo de 2018, Rodríguez se enfrentó a DeAnna Bennett en Invicta FC 28: Mizuki vs. Jandiroba. En el pesaje, Bennett pesó 1,9 libras por encima del límite de peso mosca de 126 libras y recibió una multa del 25% de su bolsa de pelea para Rodríguez. Perdió la pelea por decisión dividida.
Rodríguez se enfrentó a Milana Dudieva el 15 de febrero de 2019 en Invicta FC 34: Porto vs. Gonzalez. Ganó la pelea por decisión unánime.
Se esperaba que Rodríguez enfrentara a Vanessa Porto el 1 de noviembre de 2019 en Invicta FC 38: Murato vs. Ducote por el Campeonato Mundial de Peso Mosca de Invicta FC. Sin embargo, Rodríguez perdió peso por una libra y no pudo competir por el título siendo multada con el 20% de su bolsa, que fue a Porto. Así mismo, perdió la pelea por decisión unánime.
Campeona de Peso Mosca de Invicta FC
Rodríguez luchó por el Campeonato de Peso Mosca del Invicta FC contra Daiana Torquato el 21 de mayo de 2021 en Invicta 44: Rodríguez vs. Torquato. Rodríguez ganó por decisión unánime para convertirse en la primera campeona mexicana de la organización.
Rodríguez estaba programada para hacer su primera defensa del título contra la debutante Ketlen Souza el 9 de marzo de 2022 en Invicta FC 46: Rodríguez vs. Torquato II. Sin embargo, Souza se retiró de la pelea cuatro días antes del evento y fue reemplazada por Daiana Torquato. Ganó la pelea por decisión dividida.

### Bellator MMA
El 17 de julio de 2022 se anunció que Rodríguez había firmado con Bellator.
Su debut en la empresa nunca se efectuó debido a lesiones tanto en la rodilla como en la muñeca, y debido a los años de inactividad, fue liberada de su contrato el 23 de enero de 2024.

## Participación en Exatlon México
Rodríguez fue una de las participantes de la quinta temporada del reality de TV Azteca Exatlón México, formando parte del equipo azul «Conquistadores». Salió de la competencia en la posición #30.

## Campeonatos y logros
- Invicta Fighting Championships
  - Campeonato Femenino de Peso Mosca de Invicta FC (Una vez)
  - Pelea de la Noche (Una vez) vs. Daiana Torquato

## Récord en artes marciales mixtas
| Récord profesional | Récord profesional | Récord profesional |
| 14 peleas          | 10 victorias       | 4 derrotas         |
| ------------------ | ------------------ | ------------------ |
| Nocaut             | 3                  | 1                  |
| Sumisión           | 1                  | 0                  |
| Decisión           | 6                  | 3                  |

| Resultado | Récord | Oponente              | Método                             | Evento                                       | Fecha                    | Ronda | Tiempo | Localización        | Notas |
| --------- | ------ | --------------------- | ---------------------------------- | -------------------------------------------- | ------------------------ | ----- | ------ | ------------------- | --- |
| Victoria  | 10–4   | Daiana Torquato       | Decisión (dividida)                | Invicta FC 46: Rodríguez vs. Torquato II     | 9 de marzo de 2022       | 5     | 5:00   | Kansas              | Defendió el Campeonato de Peso Mosca de Invicta FC. Rodríguez dejó vacante el título en julio de 2022 tras su salida de la empresa. |
| Victoria  | 9–4    | Daiana Torquato       | Decisión (unánime)                 | Invicta FC on AXS TV: Rodríguez vs. Torquato | 21 de mayo de 2021       | 5     | 5:00   | Kansas              | Ganó el Campeonato de Peso Mosca de Invicta FC. Pelea de la Noche.                                                                  |
| Derrota   | 8–4    | Vanessa Porto         | Decisión (unánime)                 | Invicta FC 38: Murato vs. Ducote             | 1 de noviembre de 2019   | 3     | 5:00   | Kansas              | Pelea de peso acordado (126 lbs).                                                                                                   |
| Victoria  | 8–3    | DeAnna Bennett        | Decisión (unánime)                 | Invicta FC 35: Bennett vs. Rodriguez II      | 7 de junio de 2019       | 3     | 5:00   | Kansas              | Final del torneo de peso mosca del Invicta FC.                                                                                      |
| Victoria  | 7–3    | Milana Dudieva        | Decisión (dividida)                | Invicta FC 34: Porto vs. Gonzalez            | 15 de febrero de 2019    | 3     | 5:00   | Kansas              | Pelea de la Noche. |
| Derrota   | 6–3    | DeAnna Bennett        | Decisión (dividida)                | Invicta FC 28: Mizuki vs. Jandiroba          | 24 de marzo de 2018      | 3     | 5:00   | Salt Lake City      | |
| Victoria  | 6–2    | Christine Ferea       | Decisión (unánime)                 | Invicta FC 26: Maia vs. Niedzwiedz           | 8 de diciembre de 2017   | 3     | 5:00   | Kansas              | |
| Victoria  | 5–2    | Barbara Acioly        | TKO (patadas a la cabeza y golpes) | Invicta FC 24: Dudieva vs. Borella           | 15 de julio de 2017      | 1     | 2:14   | Kansas              | |
| Victoria  | 4–2    | Jaclyn Sánchez        | Sumisión (golpes)                  | Xtreme Fighters Latino                       | 17 de junio de 2017      | 2     | 4:46   | Ciudad de México    | |
| Derrota   | 3–2    | Poliana Botelho       | KO (patada giratoria)              | XFC International 6                          | 27 de septiembre de 2014 | 3     | 2:15   | São Paulo           | |
| Victoria  | 3–1    | Vydalia Ramos         | TKO (golpes)                       | Xtreme Kombat 23                             | 31 de agosto de 2014     | 1     | 1:17   | Naucalpan de Juárez | |
| Derrota   | 2–1    | Alexa Grasso          | Decisión (unánime)                 | Xtreme Kombat 20                             | 31 de agosto de 2013     | 3     | 3:00   | Cuautitlán Izcalli  | |
| Victoria  | 2–0    | Annely Jiménez García | Decisión (unánime)                 | Xtreme Kombat 20                             | 31 de agosto de 2013     | 3     | 3:00   | Cuautitlán Izcalli  | |
| Victoria  | 1–0    | Gabriela García       | TKO (golpes)                       | Xtreme Kombat 14                             | 23 de junio de 2012      | 1     | 1:58   | Ciudad de México    | |